# Opere di Giacomo Leopardi

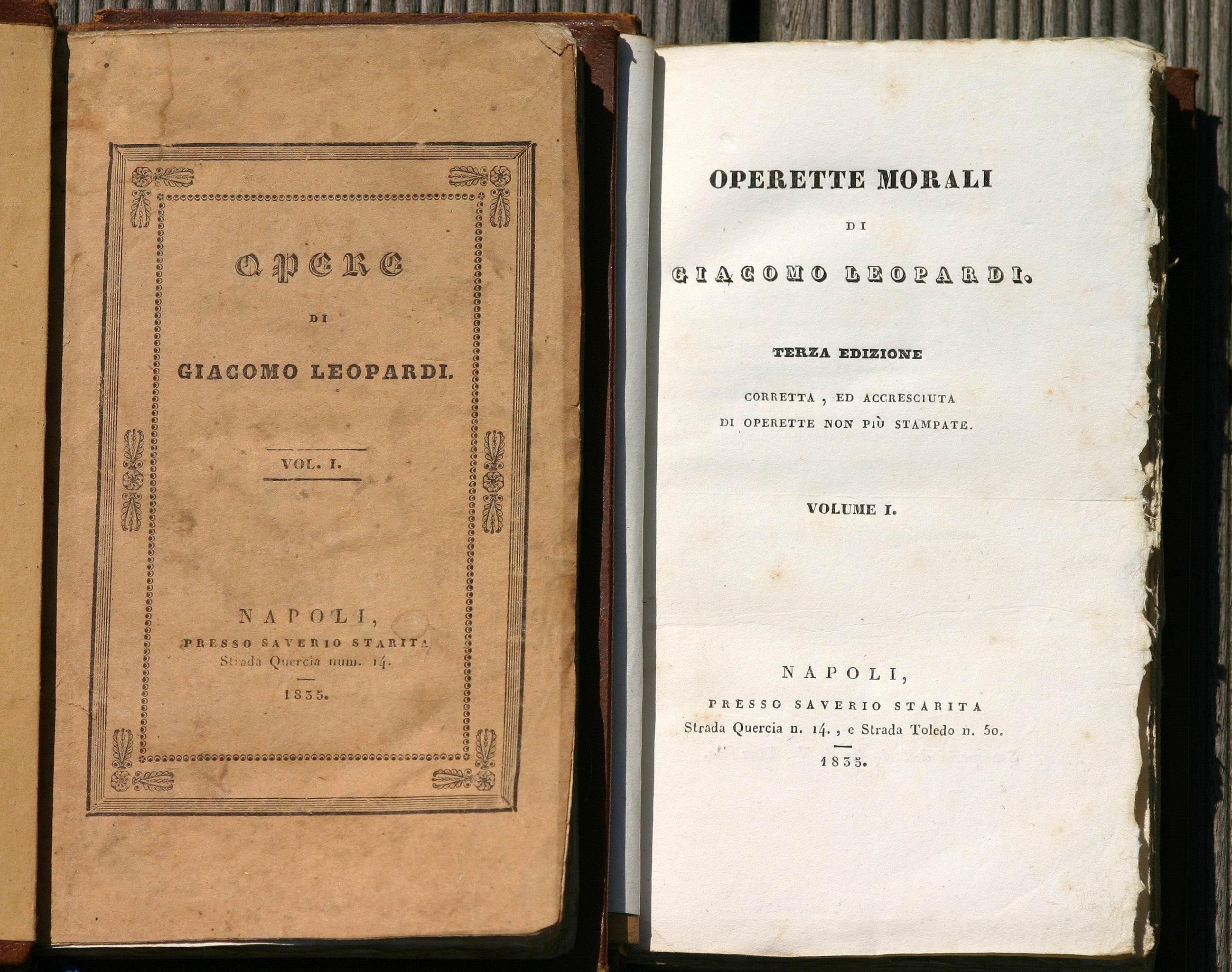
Edizione delle Opere di Leopardi, Napoli 1835

Seguire il percorso della produzione letteraria di Giacomo Leopardi vuol dire seguire il corso della sua vita e comprendere il suo mondo interiore.

## Prime opere erudite (1812-1815)
Le opere che vanno dal 1812 al 1815 appartengono agli anni della sua prima adolescenza e presentano un carattere erudito dovuto, come il poeta ammetterà, a "sette anni di studio matto e disperatissimo" basato su testi prevalentemente settecenteschi che si trovavano nella biblioteca del padre Monaldo in Palazzo Leopardi, oppure in quelle di altre famiglie nobili di Recanati.
Sono assenti in queste opere i motivi più consistenti della tradizione italiana dal Trecento al Cinquecento e dominano i motivi più retorici ed esteriori della scuola arcadica, dal Frugoni al Monti.
Risalgono al 1812 due tragedie, Pompeo in Egitto e La virtù indiana, dove spiccano, come scrive Natalino Sapegno, «certe note eroiche e sentimentali, di un eroismo disperato e senza oggetto».
Compone nel 1813 una Storia dell'astronomia, della quale è stata pubblicata solo una delle due redazioni esistenti, entrambe conservate presso Palazzo Leopardi. Si tratta per la maggior parte di un'opera compilatoria, la quale però presenta tratti di originalità che l'hanno fatta apprezzare da Margherita Hack, che ne ha curato un'edizione commentata.
Nel 1814 compone la prima opera di carattere filologico, il Porphyri de vita Plotini et ordine librorum ejus, che fornisce un'edizione commentata e corretta della vita di Plotino scritta da Porfirio, riciclando la maggior parte del materiale dal Fabricius (Bibliotheca Graeca); l'opera attesta la precoce competenza filologica del giovane, che apprese il greco antico senza maestri ed in pochissimo tempo, come attesta la nota apposta sul manoscritto dal padre.
Nello stesso anno scrive i Commentarii de vita et scriptis rhetorum quorundam qui secundo post Christum saeculo vel primo declinante vixerunt, splendida opera che raccoglie testimonianze e frammenti dei retori del periodo in esame. Un capitolo è dedicato alle opere superstiti, pochi frammenti di Frontone, che l'anno dopo Angelo Mai darà alle stampe.
Sono del 1815:
- l'Orazione agli italiani in occasione della liberazione del Piceno, scritta per la sconfitta di Murat e per il ritorno nelle Marche del dominio pontificio. Lì il poeta richiama alla «virtù» antica, dimostrando così di allontanarsi dal legittimismo reazionario del padre;
- il Saggio sopra gli errori popolari degli antichi, documenti dello spirito razionalistico di certa cultura settecentesca,
- Giulio Africano, che raccoglie e commenta le testimonianze ed i frammenti di questo ignoto autore, la cui lettura era estremamente difficile, essendo il testo cosparso da una miriade di errori di trascrizione, in gran parte individuati e corretti da Leopardi. L'opera, attentamente analizzata da Timpanaro,[2] viene da lui definita la meno erudita delle opere leopardiane cosiddette filologiche.

Del 1813 è un'opera a carattere filologico intitolata Discorso sopra la vita e le opere di Frontone.

## Primi passi verso la "conversione letteraria" (1815-1819)
Tra il 1815 e il 1819 si assiste a una nuova ricerca letteraria da parte di Leopardi, che sfocia in forme poetiche antiche come l'idillio funebre Le rimembranze, scritto nella primavera del '16, e l'Inno a Nettuno, che finse di aver tradotto da un originale greco che affermava di aver trovato a Roma. L'inno verrà pubblicato il 1º maggio 1817 su "Lo spettatore italiano" insieme a due odi che egli scrisse in greco, le Odae adespotae, cioè "anonime" (vennero poi ripubblicati in volumetto nel luglio dello stesso anno). Nel 1816 iniziò la tragedia, rimasta incompiuta, Maria Antonietta.
Sono del novembre 1817 i Sonetti in persona di Ser Pecora fiorentino beccaio, scritti in difesa di Vincenzo Monti e di Pietro Giordani, che risentono della tradizione toscana di poesia burlesca, pubblicati nel 1826 nel volumetto dei Versi.
Di questo periodo è la cantica Appressamento della morte, formata da cinque canti in terzine, che scrisse sul finire del 1816 e di cui è confluito nei Canti un unico frammento.
All'infatuazione che Leopardi provò per la cugina Gertrude Cassi Lazzari si devono le prime dirette esperienze di scrittura autobiografica. Nacquero così, nel 1817, il frammento in prosa del Diario del primo amore e una Elegia in terza rima, poi inclusa nei Canti con il titolo Il primo amore, oltre all'inizio di un diario che continuò per quindici anni (1817-1832), lo Zibaldone.

## Le due canzoni civili (1818)
Il rapporto con Giordani lo stimola ad intervenire in modo più attivo nel dibattito culturale dei tempi e nel 1818 il giovane poeta scrive il Discorso di un italiano intorno alla poesia romantica. In questo Discorso Leopardi espone alcuni punti base della sua poetica, dimostrando un'ampia visione del rapporto tra la poesia e la storia e difendendo le posizioni classicistiche. Si avverte in questa posizione l'insegnamento di Rousseau: Leopardi infatti sente che rapportarsi con la natura è estremamente importante perché ciò stimola l'immaginazione e produce le illusioni. Nel mondo antico, così simile al mondo infantile, egli trova una poesia che, imitando la natura, «diletta» e «illude».
Fra settembre e ottobre nascono le canzoni All'Italia e Sopra il monumento di Dante che si prepara in Firenze, che vennero subito pubblicate a Roma in un libretto dedicato a Vincenzo Monti.

### All'Italia
Nella canzone All'Italia vengono ricordati i giovani italiani periti nelle guerre napoleoniche, associati, con la rievocazione operata dal canto di Simonide di Ceo, ai giovani greci morti alle Termopili.

### Sopra il monumento di Dante che si preparava in Firenze
La canzone Sopra il monumento di Dante prende lo spunto dal progetto di un comitato di Firenze per erigere a Dante Alighieri nella Basilica di Santa Croce un monumento, che venne poi inaugurato nel 1830. Vengono in essa ricordati i tempi eroici e la passione civile di Dante che si sviluppa in una digressione sugli Italiani morti in Russia nella tragica campagna napoleonica del 1812.

## Zibaldone(1817-1832)
(Giosuè Carducci: prefazione ai Pensieri di varia filosofia e di bella letteratura di Giacomo Leopardi)
Durante l'estate del 1817 Leopardi iniziò a mettere insieme gli appunti e le annotazioni destinati a costituire lo Zibaldone di pensieri, opera filosofica al quale lavorò intensamente fino al 1832. Esso è una raccolta di impressioni personali, aforismi, profonde osservazioni filosofiche, analisi filologiche, critiche letterarie e vari tipi di annotazioni, che fu pubblicato postumo in sette volumi nel 1898 con il titolo originale di: "Pensieri di varia filosofia e di bella letteratura". La pubblicazione avvenne grazie ad una speciale commissione governativa presieduta da Giosuè Carducci in occasione del centenario della nascita del poeta. Fu solo nel 1937, dopo la ripubblicazione del testo originale arricchito con note e indici dal critico letterario Francesco Flora, che l'opera assunse definitivamente il nome con cui è conosciuta oggi.
Nello Zibaldone, Leopardi confronta lo stato innocente e felice della natura di un tempo con la condizione dell'uomo moderno, corrotto da una facoltà della ragione eccessivamente sviluppata che, respingendo le necessarie illusioni di mito e religione a favore di una realtà oscura di annientamento e vuoto, può generare solo infelicità. Lo Zibaldone contiene l'itinerario poetico ed esistenziale di Leopardi; è una miscellanea di annotazioni filosofiche, schemi, intere composizioni, riflessioni morali, giudizi, piccoli idilli, discussioni erudite e impressioni. Leopardi, pur restando al di fuori dei circoli del dibattito filosofico del suo secolo, fu in grado di elaborare una visione estremamente innovativa e provocatoria del mondo.
Arthur Schopenhauer, citando le grandi menti di tutte le età che si sono opposte all'ottimismo e hanno espresso la loro conoscenza della miseria del mondo, scrisse:
«Ma nessuno ha trattato questo argomento in modo così completo ed esaustivo come Leopardi ai nostri giorni. Ne è completamente intriso e penetrato; ovunque il suo tema è la beffa e la miseria di questa esistenza. Lo presenta su ogni pagina delle sue opere, eppure in una tale molteplicità di forme e applicazioni, con una tale ricchezza di immagini, che non ci stanca mai, ma, al contrario, ha un effetto deviante e stimolante. - Il mondo come volontà e rappresentazione, vol. II, cap. XLVI»

## Produzioni varie (1819)
Nel 1819, in seguito alla "conversione filosofica" che rendeva il suo pensiero più pessimista e legato alla filosofia sensista, tutto quello che legava ancora il Leopardi alla sua prima educazione letteraria e ideologica entrò in crisi e il poeta sentì la necessità di tentare una letteratura adatta alla sensibilità del presente.
Nella poesia di questo periodo vengono rappresentate situazioni scabrose in un incisivo linguaggio classicistico che risulta in contrasto con i temi di nera quotidianità come nelle due canzoni, che poi egli stesso rifiuterà, Per una donna inferma di malattia lunga e mortale e Nella morte di una donna fatta trucidare col suo portato dal coruttore per mano e arte di un chirurgo.
Viene anche tentata una tragedia pastorale, rimasta incompiuta, Telesilla, nella quale il poeta inserisce su uno sfondo convenzionale alcuni temi realistici. Nell'opera Leopardi si sforzò di esprimere la forza del pentimento.
Tra il marzo e il maggio del 1819 Leopardi, sullo spunto della lettura de I dolori del giovane Werther di Johann Wolfgang von Goethe, lavorò a dei Ricordi d'infanzia e di adolescenza, sperimentando la prosa autobiografica e dimostrando una sottile sensibilità per le molteplici sfumature della vita quotidiana e dei paesaggi della natura.

## Gli "Idilli" (1819-1821)
La critica attuale assegna il nome di "idilli" a quei componimenti poetici in endecasillabi sciolti risalenti al 1819-1821, poi pubblicati sul Nuovo ricoglitore tra il dicembre del 1825 e il gennaio del 1826 e infine in volume a Bologna nel 1826; vale a dire L'infinito, La sera del dì di festa, Alla luna, Il sogno, La vita solitaria e infine il frammento Odi, Melisso. Nel dettaglio, risalgono al 1819 il frammento Odi, Melisso, L'infinito e Alla luna, al 1820 La sera del dì di festa, al 1821 Il sogno e La vita solitaria.
In un elenco redatto probabilmente nel 1828, Leopardi parla di «idilli esprimenti situazioni, affezioni, avventure storiche del mio animo». Nella tradizione poetica precedente, un idillio è un breve componimento lirico che tratta di vicende relative alla vita campestre e contadina; tuttavia Leopardi nei suoi idilli non vuole tanto trattare della serenità della natura e della campagna in sé, quanto riportare la serenità del paesaggio e la "sensazione di vago" sulla propria persona, per rappresentare i momenti essenziali del suo mondo interiore. Ciò si manifesta soprattutto nell'"Infinito".

### Odi, Melisso
|  | Per approfondire, leggi il testo Odi, Melisso. |

Si tratta di un frammento, composto di 28 endecasillabi, in forma di dialogo tra Melisso e Alceta, probabilmente pastori, dal nome classicheggiante che richiama gli idilli greci di Mosco o Teocrito (Leopardi lavorò alla traduzione delle opere di questi poeti). Alceta racconta a Melisso il sogno fatto, simile ad un incubo, sulla caduta della luna dal cielo.
Nel linguaggio non mancano accenti volutamente semplici, quasi popolareschi, come nella similitudine dei vv. 9 e seguenti: "ed era / grande quanto una secchia, e di scintille / vomitava una nebbia, che stridea / sì forte come quando un carbon vivo / nell'acqua immergi e spegni".
Fu composto a Recanati nel 1819, pubblicato tra gli Idilli del Nuovo Ricoglitore e nell'edizione bolognese del 1826, con il titolo Lo spavento notturno. Escluso dall'edizione fiorentina dei Canti, ricomparve come Odi, Melisso in quella napoletana del 1835, tra i Frammenti.

### L'infinito
È un idillio scritto a Recanati nel 1819.
Il manoscritto riporta, sopra il titolo, l'indicazione "Idillio", inteso non tanto nel significato tradizionale di poesia breve di argomento pastorale, quanto come recupero della condizione originale della Poesia tramite il ricordo. Il poeta ritorna alla fanciullezza, che paragona all'età dell'oro della poesia degli antichi, in una "avventura storica" dell'animo.
"L'infinito" è anche un testo emblematico della poetica dell'infinito e del vago che Leopardi, negli anni tra il 1818 e il 1821, elabora in fitte pagine dello Zibaldone e che trova nella "teoria del piacere" il suo fondamento filosofico.
Il tema si articola in due momenti distinti: la contemplazione dell'infinito nello spazio e nel tempo. In un luogo familiare e tranquillo ("sempre caro mi fu..."), una siepe impedisce allo sguardo di spingersi lontano, ma lo sguardo interiore, l'immaginazione, crea ("mi fingo") spazi illimitati, che sfuggono a qualunque forma di esperienza sensibile. Quando il silenzio è rotto da un leggero stormire di fronde, l'io lirico passa alla contemplazione del tempo infinito, anzi dell'assenza di tempo, ovvero l'eternità. Solo a questo punto, raggiunto con un'assidua riflessione, l'io è avvolto dal sentimento di un piacere senza limiti (" e il naufragar m'è dolce in questo mare").
L'assoluta novità del testo sul piano tematico si riflette nell'elaborazione formale. I quindici endecasillabi sciolti si articolano in quattro periodi. La coincidenza solo parziale (al v. 3 e al v. 15) fra periodo sintattico e periodo metrico e il fitto uso di enjambement conferiscono al testo un ampio respiro, con una musicalità tutta interiore sottolineata da assonanze e allitterazioni. Nel lessico, oltre a qualche arcaismo, si notano parole di quattro o cinque sillabe, che denotano il dilatarsi della contemplazione; risaltano inoltre i dimostrativi "questo" e "quello", usati non in funzione oggettiva ma soggettiva, ad indicare ciò che è di volta in volta vicino o lontano rispetto all'anima del poeta.

### Alla luna
Il ricordo, o meglio "la ricordanza" (primo titolo di questo idillio, composto nel 1820), è un elemento costitutivo, insieme all'infinito/indefinito, della poetica di Leopardi. 
Nella poesia Alla luna troviamo il tema del ricordo, che dà all'uomo il senso di continuità fra passato e presente e gli permette di esercitare la facoltà poetica più importante, cioè l'immaginazione.
Il momento presente mette in moto il ricordo del tempo passato; fra i due momenti sembra non esserci frattura: è passato un anno ma non è cambiato nulla: il dolore è sempre lo stesso. Il v. 9 esprime proprio questo rapporto passato/presente con i due verbi "era" e "è". Anche se nella gioventù grande è ancora la speranza e la fede in un futuro roseo e appagante e poche le cose da ricordare visto l'ancor breve corso dell'esistenza, quasi familiare è già la sensazione di dolore che avvolge l'anima del poeta in un'atmosfera ormai nebulosa e travagliata.
Il testo si compone di 16 endecasillabi sciolti, distribuiti in quattro periodi sintattici. Il terzo (vv. 10-12) inizia e finisce a metà di un verso, il che introduce nell'andamento della poesia una variante ritmica, rafforzata da enjambements con evidente valore espressivo (soprattutto al v. 13/14: quando ancor lungo/la speme e breve ha la memoria il corso). Le caratteristiche del linguaggio accostano questo idillio all'Infinito; nel lessico ricorrono le parole tematiche "mi rammento", "ricordanza", "memoria", "rimembrar", così come nell'Infinito ricorrono "infinito", "interminati", "immensità".
I versi 13-14 non erano presenti nelle edizioni del 1825 e del 1831, ma comparvero soltanto nell'edizione postuma curata da Antonio Ranieri nel 1845. È dunque verosimile che si tratti di un'aggiunta operata dal poeta negli ultimi anni di vita.

### La sera del dì di festa
L'idillio, scritto nel 1820, è composto di 46 endecasillabi sciolti. Spesso se ne cerca la situazione ispiratrice nell'incontro con la cugina Gertrude Cassi Lazzari; in realtà la totale indeterminatezza del testo non autorizza identificazioni, peraltro non necessarie per la comprensione della poesia.
La vicinanza temporale con la composizione de L'infinito trova riscontri sia nel lessico (lontananza, silenzio, infinità, ricordo) sia nella struttura formale, in cui la frequente interpunzione a metà verso genera una non coincidenza tra periodo sintattico e periodo metrico; i frequenti enjambement sottolineano più volte espressioni chiave (vv. 14-15; 22-23; 31-32; 38-39).
Quasi esattamente al centro del testo (vv. 23-24) c'è un passaggio interessante: l'esclamazione, che può parere enfatica, «Oh giorni orrendi in così verde etate!», cui subito segue il ritorno alla contemplazione della notte, guidata ora da un'impressione acustica e non più visiva, come era nel breve e intenso quadro d'apertura, nel quale si rinvengono suggestioni omeriche, dall'Iliade, VIII, 555-559). 
È quindi possibile riconoscere una fondamentale bipartizione del testo.
Nella prima metà l'io lirico riferisce il proprio dolore nel contrasto tra la pace della notte e il sonno sereno e ignaro della donna che lo ha affascinato, e sottolinea con forza il suo ribellarsi alla Natura che a lui solo ha destinato l'infelicità (vv. 14-16).
Nella seconda metà, il canto dell'artigiano che ritorna a casa dopo il giorno festivo evoca la cognizione della vanità di ogni cosa, dalle realtà più limitate fino ai grandi eventi della storia. Il poeta trova forse il modo per placare il proprio dolore; ma ricorda che da bambino sentiva il cuore stringersi udendo il canto dell'artigiano allontanarsi.

### Il sogno
|  | Per approfondire, leggi il testo Il sogno. |

La poesia, la cui composizione è indicata nel 1819 o nel 1820-21, è composta di 100 endecasillabi sciolti; fu pubblicata nel 1825 nelle riviste felsinee Il Caffè di Petronio e Nuovo Ricoglitore, e andò a far parte dei Versi bolognesi del 1826.
L'io lirico narra di un sogno fatto all'alba, in cui una giovane donna da lui amata gli appare triste in volto. Alla domanda di lui, ella risponde di esser morta da alcuni mesi "nel fior degli anni estinta". Aggiunge che, se la morte può essere invocata come liberazione dagli uomini infelici, essa è più dolorosa per i giovani che hanno ancora speranze per l'avvenire.
Il poeta risponde che gli è penoso restare in vita solo per soffrire, mentre "si consuma e perde / la giovanezza mia come vecchiezza" (vv. 51-52). Chiede infine se mai la giovane ha avuto per lui qualche "favilla d'amore o di pietà" e, alla risposta affermativa, chiede che gli conceda la mano da baciare. A questo gesto, e alle parole di lei, che rammenta al poeta la propria condizione, il sogno angoscioso svanisce, ma ancora perdura l'illusione di vederla all'"incerto raggio" del primo sole.
La poesia accenna alcuni dei temi che in seguito avranno grande sviluppo nella lirica leopardiana: l'amore idealizzato, la giovinezza prematuramente stroncata, la caduta delle speranze e degli ideali, la consapevolezza di un destino di sofferenza, la morte come unica liberazione.

### La vita solitaria
|  | Per approfondire, leggi il testo La vita solitaria. |

Scritta nel 1821, la poesia è composta di quattro strofe di diversa lunghezza, in versi endecasillabi (complessivamente 107 versi). L'io lirico presenta la propria condizione: cadute le illusioni della giovinezza, e in primo luogo la speranza dell'amore, non gli resta che cercare qualche pace lontano dagli altri, nella solitaria contemplazione della natura.
Nel testo si riconoscono diverse affinità tematiche ed espressive con altri Canti, sia contemporanei sia più tardi: da L'infinito ad A Silvia, da Il passero solitario a Le ricordanze. Si conclude con un'apostrofe alla luna (altro motivo ricorrente nei Canti): "Me spesso rivedrai solingo e muto / errar pe' boschi e per le verdi rive, / o seder sovra l'erbe, assai contento / se core e lena a sospirar m'avanza".

## Le canzoni (1820-1823)

### Ad Angelo Mai
|  | Per approfondire, leggi il testo Ad Angelo Mai. |

In occasione della scoperta del De re publica di Cicerone da parte di Angelo Mai, Leopardi scrisse la canzone Ad Angelo Mai, quand'ebbe trovato i libri di Cicerone della Repubblica nella quale traccia quasi una genesi della poesia italiana passando da Alighieri a Petrarca, da Ariosto a Tasso, fino ad arrivare ad Alfieri. Una strofa è inoltre dedicata a Cristoforo Colombo. La canzone segna un'altra tappa fondamentale della poesia leopardiana, quel divorzio fra scienza e poesia, la perdita dell'immaginazione e la consapevolezza dell'illusione, elementi, questi, che accompagneranno fino alla fine il pensiero poetico di Leopardi. La canzone è una summa delle concezioni e dei temi leopardiani del periodo in cui viene scritta.

### Nelle nozze della sorella Paolina
|  | Per approfondire, leggi il testo Nelle nozze della sorella Paolina. |

Questa canzone, composta a Recanati tra ottobre e novembre 1821, nacque dall'occasione delle nozze, poi sfumate, di Paolina Leopardi, sorella del poeta, con un tale Pier Andrea Peroli. È composta da sette strofe, di 15 versi ciascuna e fu pubblicata la prima volta nell'edizione del 1824 di dieci Canzoni, uscite presso il Nobili di Bologna. In realtà più che parlare di nozze e amore coniugale, il poeta si lamenta del presente, evocando con nostalgia i tempi passati di Sparta e di Verginia, una fanciulla che si sacrificò per la libertà dei romani. La storia di questa ragazza giunse al poeta dalla lettura di Tito Livio, laddove si racconta di come il popolo si ribellò alla tirannide per vendicare la morte di lei, uccisa dal padre per sottrarla alle brame del decemviro Appio Claudio; in Leopardi la ragazza assume una coloritura eroica alla Vittorio Alfieri, che sullo stesso argomento aveva scritto una tragedia. Secondo il poeta, sono ormai tempi corrotti ed è tardi: non resta che scegliere tra infelicità e mediocre viltà.

### A un vincitore nel pallone
|  | Per approfondire, leggi il testo A un vincitore nel pallone. |

Questa canzone ultimata nel novembre del 1821, venne pubblicata per la prima volta nella raccolta bolognese del 1824 ed in seguito mantenuta nelle successive edizioni (Firenze 31 e Napoli 35). È dedicata a Carlo Didimi di Treia, coetaneo del Leopardi (nato il 6 maggio 1798) eccellente giocatore nel gioco del pallone col bracciale della prima metà dell'Ottocento. Il metro è la canzone composta da 5 strofe di 13 versi ciascuna, con schema AbCBACDEFDFgG.
Il poeta usufruisce del contesto agonistico, per applicarlo alle proprie teorie filosofiche ("A noi di lieti / Inganni e di felici ombre soccorse / Natura stessa..." vv. 34-36), intendendo lo sport come un surrogato in grado di svegliare gli italiani del periodo, accusati dallo stesso Leopardi per la loro "ignavia". Il modello ispiratore del poeta è senza dubbio quello delle "Odi" oraziane, tuttavia la parte logica è qui affidata al lettore che ha il compito di interpretare il messaggio gnomico-sociale proposto dal Leopardi, ovvero imparare a conoscere la vera gloria e il valore della fatica ("Nostra vita a che val? solo a spregiarla" v. 60), che possa sovrastare l'ozio (inteso come apatia). Sono inoltre presenti parecchi riferimenti storici, tra cui il più rilevante è certamente quello riguardante la battaglia dei greci antichi contro l'esercito del tiranno persiano Serse ("Tal che le greche insegne e il greco acciaro/ Guidò de' Medi fuggitivi e stanchi / Nelle pallide torme; onde sonaro / Di sconsolato grido / L'alto sen dell'Eufrate e il servo lido" vv. 22-26).

### Bruto minore
Questa canzone, composta nel 1821, indica con chiarezza, assieme all'Ultimo canto di Saffo, come ormai Leopardi si sia del tutto allontanato dalla convinzione, a lungo sostenuta in precedenza, che nel mondo antico gli uomini avessero la possibilità di essere felici, possibilità venuta meno nel mondo moderno (questo tema ricorre nel canto Alla primavera o delle favole antiche).
Bruto, uno dei congiurati che uccisero Giulio Cesare, è rappresentato subito dopo la sconfitta di Filippi. È deluso non solo per la battaglia perduta, ma soprattutto perché vede che i suoi ideali di virtù civile e di libertà repubblicana non sono più compresi nel suo tempo, e decide di darsi la morte senza alcuna illusione di poter essere in futuro ricordato.

### Ultimo canto di Saffo
Composta nel maggio del 1822, la canzone riprende il tema del suicidio, già trattato nella canzone Bruto minore. Anche qui il personaggio principale (che è l'io lirico) manifesta la propria impossibilità di continuare a vivere in un mondo nel quale la virtù intellettuale (o civile, nel caso di Bruto) è misconosciuta e disprezzata. Saffo accusa la natura di aver fatto prevalere nel giudizio degli uomini la bellezza fisica su ogni altro valore, e afferma che, per la sua bruttezza (il "disadorno ammanto"), è respinta da tutti, e specialmente dal giovane (Faone) di cui è innamorata. Da ciò il suo commiato dal mondo (ultimo canto). Da notare il passaggio dei versi 45-46 (Arcano è tutto,/ fuor che il nostro dolor"): dopo aver ripetutamente sottolineato il suo isolamento dalla condizione di tutti gli altri esseri creati, ora Saffo usa il plurale con riferimento non solo a se stessa ma tutti gli esseri umani. Sta emergendo il tema del dolore universale e necessario, che, maturato attraverso la composizione delle Operette morali, dominerà la fase successiva della produzione poetica di Leopardi.

### Alla primavera
|  | Per approfondire, leggi il testo Alla primavera. |

Composta all'inizio del 1822, la canzone, che segue il modello petrarchesco, è composta di cinque strofe, ognuna di 19 versi.
In essa, il poeta esprime la sua convinzione che, mentre si rinnova ogni anno la primavera nella natura, non è possibile per il genere umano ritrovare quell'epoca - l'antichità, primavera della storia - in cui esso godeva di un'immaginazione fervida e poteva così cogliere segni di vita e presenze misteriose e divine in ogni aspetto naturale. Lo sviluppo della civiltà ha portato la conoscenza del vero e la perdita di quella facoltà immaginativa.
La poesia si chiude con una supplica alla natura perché ascolti l'infelicità degli uomini, se non pietosa almeno spettatrice; ma qualche verso prima un inciso (v. 91 "se tu pur vivi") rivela come ormai Leopardi non nutra più alcuna illusione.

### Inno ai patriarchi
|  | Per approfondire, leggi il testo Inno ai patriarchi. |

L'Inno ai patriarchi celebra i patriarchi dell'Antico Testamento come stirpe primitiva, non immune dalla sofferenza ma più felice dell'umanità attuale perché vigorosa nel fisico e ignara degli affanni.

### Alla sua donna
|  | Per approfondire, leggi il testo Alla sua donna. |

Scritta nel settembre 1823, dopo l'amara delusione del soggiorno romano, la canzone è composta di cinque strofe, ognuna di 11 versi. Vi sono nella struttura metrica elementi costanti, ed altri che presentano una certa variabilità. Non si tratta ancora di una canzone libera, come per i Canti scritti dal 1828 in poi, ma il modello petrarchesco è già rielaborato.
Il tema è l'amore, non verso una donna particolare, ma verso una figura evanescente ed idealizzata, di derivazione platonica. Forse - dice il poeta - tale "cara beltà" ha reso felice l'età dell'oro, o forse la sorte la riserva alle genti future, ma nel presente essa è solo un'illusione inafferrabile. Se qualcuno potesse davvero incontrarla ed amarla, potrebbe sperimentare la felicità, pur nel dolore assegnato dal destino agli esseri umani. 
Conclude che, nella solitudine in cui lamenta la caduta del suo "giovanile errore", "i perduti desiri, e la perduta / "speme", vorrebbe almeno poter conservare l'immaginazione ("l'alta specie") di questa figura sublime.

## EpistolaAl conte Carlo Pepoli(1826)
|  | Per approfondire, leggi il testo Al conte Carlo Pepoli. |

Leopardi la lesse in pubblico all'Accademia dei Felsinei di cui era presidente Carlo Pepoli. La tesi della poesia è l'impossibilità, da parte degli uomini, di raggiungere la felicità, qualsiasi tipo di vita essi conducano. In essa, inoltre, il poeta dichiara al conte di non trovare più alcun conforto nella poesia, per la caduta definitiva di ogni illusione, e afferma che si dedicherà esclusivamente al "vero":

"In questo specolar gli ozi traendo

verrò: che conosciuto, ancor che tristo,

ha suoi diletti il vero. E se del vero

ragionando talor, fieno alle genti

o mal grati i miei detti o non intesi,

non mi dorrò, che già del tutto il vago

desio di gloria antico in me fia spento." (vv. 150-6).

## Operette morali(1824-1832)
Le Operette morali sono 24 brevi scritti, progettati dall'autore fin dal 1820. Per lo più scritte sotto forma di dialoghi tra personaggi reali o immaginari, le Operette sono “la descrizione concreta della vita e la dimostrazione che essa è ignobile e misera” (Momigliano). La condizione umana, la morte, il destino, la vana ricerca della felicità sono alcuni dei temi che ricorrono nell'opera.
Le Operette sono, nell'ordine:
- Storia del genere umano
- Dialogo d'Ercole e di Atlante
- Dialogo della Moda e della Morte
- Proposta di premi fatta dall'Accademia dei Sillografi
- Dialogo di un Folletto e di uno Gnomo
- Dialogo di Malambruno e di Farfarello
- Dialogo della Natura e di un'Anima
- Dialogo della Terra e della Luna
- La scommessa di Prometeo
- Dialogo di un Fisico e di un Metafisico
- Dialogo di Torquato Tasso e del suo Genio Familiare
- Dialogo della Natura e di un Islandese
- Il Parini, ovvero Della Gloria
- Dialogo di Federico Ruysch e delle sue mummie
- Detti memorabili di Filippo Ottonieri
- Dialogo di Cristoforo Colombo e di Pietro Gutierrez
- Elogio degli Uccelli
- Cantico del Gallo Silvestre
- Frammento apocrifo di Stratone da Lampsaco
- Dialogo di Timandro e di Eleandro
- Il Copernico
- Dialogo di Plotino e di Porfirio
- Dialogo di un Venditore d'almanacchi e di un Passeggere
- Dialogo di Tristano e di un Amico

In più nelle edizioni postume successive al 1845 furono allegate le Prosette satiriche giovanili, come Appendice alle Operette morali.

### Coro dei morti nello studio di Federico Ruysch
Introduzione poetica del Dialogo di Federico Ruysch e delle sue mummie, tratta il tema dell'immobilità e insensibilità della morte ed è considerata da alcuni critici una delle liriche migliori di Leopardi.

## Discorso sopra lo stato presente dei costumi degl'Italiani(1824)
|  | Per approfondire, leggi il testo Discorso sopra lo stato presente dei costumi degl'Italiani. |

Nel Discorso sopra lo stato presente dei costumi degl'italiani del 1824, Leopardi analizza lo stato di decadenza della società italiana dell'epoca, confrontando la situazione dell'Italia con quella di altre nazioni europee più evolute. L'approccio è di tipo storico, ma più che fare un resoconto puntuale dei mutamenti sociali, lo scrittore utilizza elementi di antropologia e di filosofia per giungere ad un'originale sintesi dei problemi italiani, in parte ancora attuale.
L'analisi muove da una convinzione profonda di Leopardi: nel mondo moderno gli uomini, divenuti ormai «filosofi» e quindi consci della vanità delle loro azioni, non possono formare una società basata sui valori «naturali» propri degli antichi. L'unica possibile spinta verso una condotta moralmente corretta può venire dalla necessità di non sfigurare rispetto agli altri uomini, all'interno di una società in cui vi siano delle regole di comportamento da tutti accettate. Questa «società stretta» formata da individui di stato sociale medio-alto, portatrice di un «costume nazionale», si è sviluppata all'interno dei paesi del centro-nord Europa, ma non ancora in Italia, per una serie di ragioni: clima mite che induce allo svago all'aria aperta più che alla conversazione, divisioni politiche, indole vivace depressa dalla conoscenza della nullità dell'esistenza, abitudine a feste popolari e non a ritrovi ristretti ecc. Leopardi quindi accompagna la consueta critica alla cultura italiana del tempo con un invito a prendere da modello le nazioni nord-europee, vedendo nella modernità i semi dello sviluppo di società eticamente più nobili, seppure lontane dal modello per lui insuperabile dell'antichità classica.

## I "Canti pisano-recanatesi" (1828-1830)
Dopo alcuni anni di silenzio poetico (occupati però dall'elaborazione delle Operette morali), durante il soggiorno a Pisa nella primavera del 1828 Leopardi riprese a comporre versi, come scrisse alla sorella Paolina: "Ho fatto dei versi quest'aprile, ma versi veramente all'antica, e con quel mio cuore d'una volta". Si tratta della poesia Il risorgimento e, pochi giorni dopo, di A Silvia.
La nuova fase creativa continua anche dopo il ritorno a Recanati e dà vita ad alcune delle liriche più profonde e significative di Leopardi. La poetica espressa in queste poesie è di nuovo idilliaca, da cui una denominazione molto usata in passato, quella di "grandi idilli" (contrapposti ai precedenti "piccoli idilli"). La forma usata è la canzone libera, composta da un numero vario di strofe di diversa lunghezza, in cui settenari ed endecasillabi si alternano senza seguire uno schema predeterminato, come pure le rime e le assonanze.

### Il risorgimento
Scritto a Pisa dal 7 al 13 aprile 1828, segna il ritorno alla poesia dopo parecchi anni. Composta di 20 strofe, ciascuna di otto settenari (sono ottave metastasiane), la poesia esprime nella prima metà la sensazione di inaridimento di ogni capacità di sentire e di immaginare, provata ormai da anni da Leopardi. Poi sorge una domanda: "Chi dalla grave, immemore / quiete or mi ridesta?". Con stupore, il poeta si accorge che quanto pareva perso per sempre sta ritornando, e si riapre un mondo ("Meco ritorna a vivere / la piaggia, il bosco, il monte; / parla al mio core il fonte, / meco favella il mar."). Questo non significa una rinnovata felicità; è impossibile, una volta raggiunta la conoscenza del vero, credere ancora alle illusioni giovanili; ma al poeta è di conforto sentirsi ancora capace di moti del cuore.
La forma della canzonetta ha sempre costituito una crux per gli studiosi: ma oggi è dato di sapere che Il risorgimento fu composto ispirandosi non solo nel contenuto ma anche nella forma ai versi del giovane naturalista e poeta di Chioggia Giuseppe Olivi per lo più presenti nell'appendice all'Elogio che di lui ebbe a scrivere Melchiorre Cesarotti.

### A Silvia
Teresa Fattorini, figlia del cocchiere di casa Leopardi a Recanati, morì giovanissima di tisi. A lei si vuole far riferimento come possibile fonte d'ispirazione di due delle più alte liriche leopardiane: A Silvia e Le ricordanze. Gli studi recenti tendono però a mettere in guardia da facili interpretazioni romanzate o da identificazioni biografiche in sé non necessarie per una corretta e approfondita comprensione dei testi di Leopardi. Il riferimento testuale che autorizza il collegamento tra Silvia/Nerina e Teresa Fattorini si trova nei Ricordi d'infanzia e d'adolescenza (1819): «Canto delle figlie del cocchiere e in particolare di Teresa mentre ch'io leggeva il Cimitero della Maddalena». Nella piazzetta su cui si affaccia il Palazzo Leopardi, a Recanati, è possibile vedere tuttora un modesto edificio indicato come «la casa di Silvia».
Nelle due vicende così diverse del poeta e di Silvia si riflette la sorte universale dell'uomo sottoposto al duro inganno della Natura, che prima illude i suoi figli con le promesse vaghe dell'avvenire, poi li condanna all'infelicità con l'apparire del vero.
Ma molto più che una "consolidata consuetudine storica e romanzesca" — si direbbero piuttosto argomenti — permette di risalire per il nome di Silvia, e non solo il nome, alla vicenda umana del naturalista e poeta Giuseppe Olivi di Chioggia morto di tisi a ventisei anni (e Silvia e Olivi combaciano quattro lettere su cinque), presumibilmente ispirandosi al quale Leopardi compose non solo A Silvia, ma anche Il risorgimento, Il passero solitario e il Canto notturno di un pastore errante dell'Asia e La quiete dopo la tempesta.

### Il passero solitario
La lirica, composta probabilmente nel 1829, si apre, come di consueto nella poesia leopardiana, con la contemplazione serena di un paesaggio primaverile, allietato da luci, colori, voli d'uccelli. Poi, in parallelo al passero solitario che non si unisce alla gioia di tutti, si manifesta l'io lirico: anch'egli isolato, distante, incapace di godere dell'unica occasione di felicità concessa agli uomini, cioè la giovinezza. La terza strofa riprende il paragone trasformandolo in un'opposizione: da un lato il passero che segue semplicemente il suo istinto e quindi non soffre, dall'altro lo sconsolato io lirico, consapevole di esser solo per scelta, anche se per una ragione incomprensibile, e certo di esser destinato ad un amaro rimpianto quando la detestata vecchiaia lo raggiungerà.
Sulla cronologia del testo vi sono dubbi, causati dall'emergere in questa poesia di un atteggiamento (il cosiddetto "pessimismo individuale") proprio degli anni 1819-1821, e ben presto superato nella direzione di una sempre più netta affermazione che tutti gli uomini sono condannati all'infelicità. È ipotizzabile, però, che la rievocazione degli anni giovanili sia stata in questa poesia così piena e profonda da portare con sé la concezione della vita tipica di quel periodo, e non più del tempo in cui questo Canto è stato composto.
Oggi, infine, è dato di sapere che un passero solitario era dipinto, all'interno del parco della villa di Melchiorre Cesarotti a Selvazzano, sul monumento funebre a quel Giuseppe Olivi cui Leopardi si ispirò per A Silvia, poco prima per Il risorgimento, e più avanti per il Canto notturno di un pastore errante dell'Asia e La quiete dopo la tempesta.

### Le ricordanze
Questo canto, composto a Recanati fra il 26 agosto e il 12 settembre del 1829, indica già nel titolo il tema principale, che costituisce anche un elemento caratteristico della poetica leopardiana. 
Tornato nella casa paterna, il poeta ritrova ovunque immagini e suoni che lo riportano al passato, ossia alla fanciullezza e alla prima giovinezza, intessute di illusioni dolci, che poi dovettero cadere di fronte al "vero". Ultima di queste illusioni, l'amore, identificato qui nella figura di Nerina (la cui figura è probabilmente stata ispirata da Teresa Fattorini o Maria Belardinelli, entrambe morte in età giovanile), assai simile a Silvia nella vaghezza dei contorni e nella sorte dolorosa della morte prematura.
«Qui non è cosa / ch'io vegga o senta, onde un'immagin dentro / non torni, e un dolce rimembrar non sorga./ Dolce per se; ma con dolor sottentra / il pensier del presente, un van desio / del passato, ancor tristo, e il dire: io fui.» (vv. 55-60).

### La quiete dopo la tempesta
La poesia fu composta a Recanati tra il 17 e il 20 settembre 1829, subito prima del Sabato del villaggio, con cui costituisce un dittico per ambientazione e tematica.
È composta di tre strofe libere di endecasillabi e settenari. Nella prima e più ampia strofa è presentato un insieme di figure e luoghi che rimandano all'ambiente recanatese, evocato negli aspetti di luce/spazio e di suoni/voci. Il tratto dominante è il sollievo alla fine di una tempesta, quando tutta la natura, gli animali, gli uomini sono animati da una rinnovata letizia.
La seconda strofa si apre con la ripresa (v. 25 "Si rallegra ogni core") di un verso della prima (v. 8 "Ogni cor si rallegra"); ma subito seguono cinque domande incalzanti (dai vv. 26-27: "Sì dolce, sì gradita / quand'è, com'or, la vita?"). La risposta è nettissima: "Piacer figlio d'affanno" (v. 32). Ovvero, il piacere non sussiste di per sé: o si identifica nella speranza/illusione del domani (è il tema del Sabato del villaggio), oppure, come è espresso in questa poesia, consiste semplicemente nella sospensione di ciò che ha causato paura o sofferenza. Ma ogni interruzione del dolore è effimera, anche se appare talvolta come un "miracolo" (v. 50). La terza strofa, quindi, ripropone la sconsolata visione leopardiana della vita, e si conclude rivolgendosi all'umanità con queste parole: "beata, se te d'ogni dolor morte risana".
Il linguaggio si armonizza con lo sviluppo dei significati: più piano e musicale nella prima strofa, dove prevalgono tratti descrittivi, diventa aspro nel lessico e spezzato nella sintassi nelle due strofe successive, dominate dalla riflessione e venate, soprattutto l'ultima, di amaro sarcasmo ("Umana prole cara agli eterni!").

### Il sabato del villaggio
Questo canto fu scritto da Leopardi nel 1829, subito dopo "La quiete dopo la tempesta" e fa parte dei "grandi idilli". Riprende e sviluppa lo stesso tema, tanto che si possono considerare due poesie complementari, sia per la tesi, sia per la forma, sia per il linguaggio poetico con cui furono scritte. I due canti vengono così presentati da Ugo Dotti: «Ciascuno dei due canti, insomma, così profondamente congiunti anche tra loro da formare un vero e proprio dittico, costituisce, nonostante l'apparente scissione formale, un vero e proprio unicum, come tale pensato e realizzato». In esse, dopo una descrizione realistica dell'ambiente naturale nella Quiete e dopo la descrizione dei personaggi del Sabato, Giacomo Leopardi passa subito alla sua riflessione personale, concludendosi entrambe con un commiato di ammonimento a non farsi illusioni sulla natura.
Tuttavia rispetto alla Quiete si osserva una rappresentazione più ampia del villaggio al calar della sera, tra voci, colori, luci ed ombre evocati con tocchi delicati ed espressivi. La sola strofa conclusiva, con l'apostrofe «Garzoncello scherzoso ...», rende esplicita, ma senza sottolineature amare o sentenziose, l'analogia tra il sabato e la giovinezza, e tra la domenica piena di «tristezza e noia» e l'età adulta.
Mentre nella Quiete il piacere della vita si riferisce agli elementi della natura stessa, nel Sabato il piacere della vita si riferisce alla società e alle tradizioni sociali: come non c'è tregua al dolore nella natura, così non c'è piacere nella società, perché la natura arriva presto a stroncare ogni forma di piacere e di illusione. Ma una grande differenza c'è tra i due finali: il finale della Quiete è drammatico e pessimistico, mentre il finale del Sabato è dolce e solo lievemente malinconico, con un invito a godere dei possibili piaceri della fanciullezza, prima che arrivi la giovinezza che darà dolori e a cui seguirà la terribile vecchiaia.

### Canto notturno di un pastore errante dell'Asia
Tra il 22 ottobre del 1829 e il 9 aprile del 1830, Leopardi compose il Canto notturno di un pastore errante dell'Asia. Nel comporre tale poesia, Leopardi trasse ispirazione dalla lettura del Voyage d'Orenbourg à Boukhara fait en 1820 del barone russo Meyendorff (cfr. Zibaldone, 4399, in data 2 ottobre 1828), nel quale si narrava di come certi pastori dell'Asia centrale, appartenenti alla popolazione Kirghisa, fossero soliti intonare lunghe e dolci nenie rivolgendosi alla luna piena.
La canzone, che si articola in sei strofe di ineguale lunghezza, si configura difatti come un dialogo fra un pastore e la luna. Tuttavia il canto si apre con le parole «Che fai tu, luna, in ciel? Dimmi, che fai, / silenziosa luna?» (il corsivo è nostro): tale sarà infatti l'astro notturno nel corso dell'intero componimento, silenzioso, e il dialogo si configurerà dunque come un lungo e pressante monologo esistenziale del pastore, alla disperata ricerca di risposte al senso di inutilità dell'esistenza.
I due personaggi sono calati in uno spazio e un tempo indefiniti, onde accentuare il carattere universale e simbolico del loro incontro: il pastore rappresenta il genere umano in toto e i suoi dubbi non sono contingenti, ancorati al "qui" e all'"ora", ma sono anzi propri dell'uomo di ogni tempo; la luna d'altra parte rappresenta la Natura, la forza «bella e terribile» che affascina e contemporaneamente spaventa il poeta. Il pastore, uomo di condizione umile, si rivolge alla luna con tono pacato ma incalzante, velato di malinconia, e proprio l'assenza di risposta lo conduce via via a indagare più approfonditamente il suo ruolo, e quindi quello dell'umanità, nei confronti della vita e del mondo, definendo sempre meglio «l'arido vero» tanto caro alla poetica leopardiana.
Nella prima strofa difatti il pastore, pur definendo silenziosa la luna, si attende una risposta da essa e riscontra analogie, più che differenze, fra la sua condizione e quella della luna: entrambi infatti s'alzano, percorrono la loro strada sempre identica a sé stessa e infine si riposano: la vita del pastore come quella della luna appaiono prive di senso. Compare però, nella seconda strofa, un discriminante di notevole importanza: il corso della vita umana è finito e il suo correre, paragonato a quello d'un «vecchierel bianco» (chiaro riferimento a Francesco Petrarca, Canzoniere XVI), termina tragicamente nell'«abisso orrido» della morte. 
Tale condizione, che si specifica nella terza strofa come una condizione di profonda sofferenza (lapidari sono i versi «se la vita è sventura, perché da noi si dura?»), è assai distante da quella della Luna, che appare invece eterna, «vergine», "intatta".
Nella quarta strofa il pastore si rivolge dunque alla luna con rinnovato vigore e speranza, ritenendo che l'astro, proprio per questa sua privilegiata condizione ultramondana, possa fornirgli le risposte alle sue domande più urgenti: che cosa sia la vita, quale sia il suo scopo essendo essa necessariamente finita, quale sia la ragione prima di tutte le cose. Ma la luna, capisce presto il pastore, se pure conoscesse le risposte a tali quesiti, non potrebbe rispondere, poiché tale è la natura: distante, incomprensibile, muta se non indifferente alle cure dell'uomo.
La ricerca di senso e di felicità del pastore prosegue infine nelle ultime due strofe; nella quinta il pastore si rivolge al suo gregge, osservando come la mancanza di autocoscienza che esso ha gli consente di vivere in apparente tranquillità la propria esistenza, in assenza di noia o dolore; ma questa tesi viene infine ribaltata nell'ultima strofa, breve e liricamente affranta, nella quale si ammette come, probabilmente, in qualunque forma si nasca, sia essa luna, gregge o uomo, qualunque cosa si sia in grado di fare, volare nello spazio contando tutte le stelle o vagare fra le nubi come un tuono, la vita sia ugualmente funesta.

## Liriche non pubblicate (1828-1830)
Sono in questo periodo scritte anche l'epigramma Scherzo e la lirica Il canto della fanciulla, dedicato a Teresa Lucignani.

## La prima edizione deiCanti(1831)
Nel 1831, a Firenze, verrà pubblicata la prima edizione dei Canti, che riunisce gran parte della produzione poetica precedente di Leopardi fin qui descritta. Altre edizioni, in cui confluiranno le liriche successive, saranno a Napoli nel 1835 e poi nel 1845 (postuma, curata dall'amico Antonio Ranieri).

## Ciclo di Aspasia (1831-1834)

### Il pensiero dominante
|  | Per approfondire, leggi il testo Il pensiero dominante. |

Nel 1830 Leopardi ritorna a Firenze, dove conosce una giovane e bella signora, Fanny Targioni Tozzetti, moglie dello scienziato Antonio Targioni Tozzetti. Il poeta frequentò la casa della bella signora e se ne innamorò, ma non rivelò mai il suo amore per la giovane donna, anche perché lei era innamorata dell'amico di lui Antonio Ranieri. Dopo un anno di questa passione travolgente, ma tutta interiore e silenziosa, nell'ambiente fiorentino Leopardi maturò e scrisse la prima poesia ispirata dalla passione amorosa per la donna. L'ultima poesia sarà Aspasia scritta a Napoli nel 1834, la quale chiuderà il ciclo delle poesie amorose, nelle quali il poeta riverserà e sublimerà tutti i suoi sentimenti ed emozioni, che saranno gli ultimi vivi e fervidi prima dell'ultimo isolamento, dove però maturerà le ultime grandi liriche ispirate dalla natura, dalle nuove ideologie politiche, ma prive del sentimento dell'amore che tanto sognò ma non ebbe mai la possibilità di realizzare e vivere, vivendolo attraverso gli occhi dell'amico Ranieri.
Nello Zibaldone Leopardi aveva scritto: «L'amore è la vita e il principio vivificante della natura, come l'odio il principio distruggente e mortale». Il critico letterario Walter Binni ha così descritto questo periodo fiorentino del poeta: «Ecco così una nuova forma di lirica profondamente soggettiva, espressione di una prepotente personalità, tutta rampollante dal presente, e perciò poco armoniosa, ma impetuosa, tesa e tenace: una ricerca di parole forti, energiche non vaghe e nostalgiche, come quelle degli idilli, un ripudio del quadro campeggiante sul resto del componimento, e di qualsiasi forma anche se altissima di pittoresco e di descrittivo».
La poesia è composta da 14 strofe per un numero totale di 147 versi con un vario gioco di rime e assonanze.

### Amore e morte
|  | Per approfondire, leggi il testo Amore e Morte. |

Poesia composta probabilmente nell'estate 1833 a Firenze, ispirata dall'amore infelice per Fanny Targioni Tozzetti. Si compone di quattro strofe libere di endecasillabi e settenari, per complessivi 124 versi.
Il testo è preceduto da un verso del poeta greco Menandro con la traduzione: "Muor giovane colui ch'al cielo è caro".
La prima strofa, come il titolo stesso, ripropone l'antico binomio di Amore e Morte, come fratelli che si identificano con le cose più belle dell'universo. Il primo dona il maggior piacere che l'uomo possa provare; la seconda libera da ogni male. 
Nella strofa successiva, il poeta esprime il primo effetto dell'amore, un misterioso desiderio di morte come unica pace possibile nella tempesta che circonda l'animo.
Nella terza strofa si sviluppa questo tema: in tanti momenti l'innamorato, tormentato dalle pene amorose, è spinto ad invidiare chi è morto. Anche le persone più umili o timorose osano pensare con coraggio al suicidio, e talora lo mettono in pratica. Oppure, in altri casi, la debolezza del corpo cede al "gran travaglio interno" e soggiace al potere della morte.
La strofa conclusiva si apre con un'invocazione: Ai fervidi, ai felici, / agli animosi ingegni / l'uno o l'altro di voi conceda il fato (vv. 88-90). Il fato è l'unico poter che può superare quello di Amore e Morte. L'io lirico, a questo punto, si manifesta direttamente, con una richiesta alla Morte, già dal cominciar degli anni / sempre onorata (vv. 96-97), perché non tardi più a rispondere e venga a chiudere questi occhi tristi (v. 107). Essa lo troverà erta la fronte, armato, / e renitente al fato, / la man che flagellando si colora / nel mio sangue innocente / non ricolmar di lode, / non benedir, com'usa / per antica viltà l'umana gente (vv. 110-116), ma solo aspettar sereno / quel dì ch'io pieghi addormentato il volto / nel tuo virgineo seno. (vv. 122-124)
Si manifestano, soprattutto nell'ultima strofa, quegli accenti "titanici" che dopo qualche anno troveranno nella "Ginestra" l'espressione più compiuta.

### Consalvo
|  | Per approfondire, leggi il testo Consalvo. |

Composta in realtà durante la terza fase di scrittura, dal 1831 al '37 (e facente parte del cosiddetto “ciclo di Aspasia”) ma posta poi in questa parte del testo. I temi riprendono quelli già trattati nel testo di Amore e morte, e si tratta quasi di una novella romantica in versi. Consalvo rappresenta la figura del poeta, e il personaggio di Elvira l'amata (che in quel momento era Fanny Targioni Tozzetti, ispiratrice dell'intero “ciclo di Aspasia”). Per Consalvo la morte coinciderà con l'unico momento felice della propria vita, mentre la bellissima Elvira copre il volto dell'innamorato morente di baci pietosi.

### Aspasia
Ultimo dei cinque canti del ciclo, è una rievocazione dell'amore per Fanny, quando ormai Leopardi già si trovava a Napoli. Il poeta riconquista la propria integrità dei sentimenti essendogli riuscita la elaborazione del fallimento. Il canto si conclude con una rivendicazione della libertà del soggetto rispetto alla realtà.

### A sé stesso
Il canto, scritto probabilmente nel maggio 1833 e ispirato dalla delusione d'amore per Fanny Targioni Tozzetti, si presenta come la conclusione del "Ciclo di Aspasia", ovvero come l'affermazione drammatica che ormai al mondo non vi è più nulla per cui il cuore del poeta possa palpitare. L'esperienza dell'amore (grazie alla quale, scrisse nel "Pensiero LXXXII", l'uomo "diventa uomo") si è conclusa con una delusione amarissima, conferma ultima della vanità di ogni speranza e sentimento. Il breve testo si conclude con un'esortazione a disprezzare "te, la natura, il brutto / poter che, ascoso, a comun danno impera, / e l'infinita vanità del tutto." Il richiamo all'Ecclesiaste (Vanità delle vanità, e ogni cosa è vanità) congiunge al ben noto nichilismo leopardiano la risonanza del testo sacro.
Il linguaggio della poesia è nudo, privo di immagini, ben lontano dalla musicalità evocativa dei Canti pisano-recanatesi. Si compone di 16 versi endecasillabi e settenari, alternati liberamente e collegati da qualche rima, o, più spesso, da assonanze e allitterazioni. L'aspetto che risalta maggiormente è il periodare continuamente interrotto da punti fermi. I periodi sono dunque per lo più brevissimi, fino alla misura estrema di una sola parola (v. 3). Il ritmo, serrato, è pertanto caratterizzato da un'energia trattenuta, quasi bloccata. I frequenti enjambement, invece di produrre, come nell'Infinito, una dilatazione del ritmo e del pensiero, contribuiscono all'effetto di spezzatura.
Il lessico, a sua volta, appare spoglio, con pochissimi aggettivi, che pure disegnano quasi una sintesi del pensiero leopardiano: stanco mio cor, inganno estremo / eterno, cari inganni, ultima volta, brutto poter, comun danno, infinita vanità.
Il brutto poter, cioè la Natura, fu l'oggetto di un abbozzo lirico di questo periodo, rimasto solo in prosa, l'Inno ad Arimane, in cui Leopardi lo personifica paragonandolo allo spirito del male dello zoroastrismo.

## Canzoni "sepolcrali" (1834-35)

### Sopra un bassorilievo antico sepolcrale
|  | Per approfondire, leggi il testo Sopra un basso rilievo antico sepolcrale. |

### Sopra il ritratto di una bella donna scolpito nel monumento sepolcrale della medesima
|  | Per approfondire, leggi il testo Sopra il ritratto di una bella donna scolpito nel monumento sepolcrale della medesima. |

## Ultimi canti (1835-1837)
Nelle ultime poesie predomina l'indagine filosofica, salvo che nel Tramonto della luna, deciso ritorno alla lirica idilliaca.

### Palinodia al marchese Gino Capponi
|  | Per approfondire, leggi il testo Palinodia al marchese Gino Capponi. |

Composta a Napoli nella primavera 1835, è l'ultimo dei Canti napoletani nell'edizione di quello stesso anno; su quest'opera il dedicatario, marchese Gino Capponi, scrisse in una lettera a Leopardi, il 21 novembre 1835, che condivideva in parte le sue idee e lo ringraziava per i «nobili versi».
Tuttavia, in una lettera a Niccolò Tommaseo del 12 novembre 1835 scrisse: "Il Leopardi m'ha scaricato addosso certi suoi sciolti, dove gentilmente mi cogliona come credente a' giornali, a' baffi, a' sigari, alla sapienza ed alla beatitudine del secolo. E poi prova al solito, come quattro e quattr'otto, che la natura ci attenaglia, e chi l'ha fatta è un boja. Io gli ho risposto in prosa, gentilmente, ringraziandolo". Il 16 novembre continuò dicendo: "Fanno difficoltà per la stampa de' Documenti storici. Ed il giornale del Lambruschini ancora non è approvato. Ma la filosofia del Gobbo si stampa con licenza de' superiori". Una lettera del 24 novembre 1835, indirizzata al Viesseux, invece affermava: «ora bisogna che io scriva a quel maledetto gobbo, che s'è messo in capo di coglionarmi, e per quella volta almeno, Dio sa s'io me lo meritavo, che è proprio un'idea storia. Ma vo' ringraziarlo, perché egli se la piglia meco, come anche con Domeneddio». Le riserve verso Leopardi continuarono ben oltre la sua morte, accusando Pietro Giordani di avergli insegnato una filosofia sbagliata: in un pensiero scrisse "Io per me credo proprio [...] che le anime nostre non sieno infelici se non in quanto sono esse piccole. Il povero Leopardi aveva scusa nell'esser gobbo; ma non è forse una piccolezza il non sapere vivere gobbi? Avrebbe saputo (perché nell'anima sua e nell'ingegno era del grande), se il Giordani e tutto il secolo dei letterati di quella scuola (saecla ferarum) non gli avessero contro suo genio messa addosso una sciaurata filosofia".
Questo giudizio si spiega leggendo il testo della Palinodia, nel quale Leopardi è in forte polemica con la fiducia nel progresso ottocentesco, vicina agli ambienti fiorentini: e per mostrare la sua contrarietà, il poeta recanatese imbastisce 279 endecasillabi sciolti, contenenti una pesante satira contro i progressisti. L'epigrafe, tratta da Petrarca, "Il sempre sospirar nulla rileva", anticipa un Leopardi non più rinunciatario né illuso, ma combattivo, come si vedrà anche nella Ginestra.
Ancor meglio si spiega la distanza d'idee tra Leopardi e i fiorentini dell'Antologia, leggendo le parole di Pietro Colletta, intellettuale della cerchia progressista di Capponi, che arrivò a riferire "Ho riletto parecchi dei [suoi] componimenti antichi, alcuni de' nuovi e ti dico che niente mi è piaciuto. La medesima eterna, ormai non sopportabile malinconia: gli stessi argomenti: nessuna idea, nessun concetto nuovo, tristezza aggettata e qualche seicentismo: bello stile".
Contro Tommaseo e Capponi si scaglia invece il critico Sebastiano Timpanaro:
(Sebastiano Timpanaro, Il pessimismo «agonistico» di Leopardi, da Classicismo e illuminismo, Pisa, Nistri-Lischi, 1965, pp. 150-182)

### La ginestra o il fiore del deserto
Scritta nella primavera del 1836 in una villa presso Torre del Greco, alle falde del Vesuvio, La Ginestra viene posta a conclusione dei Canti leopardiani come meta ultima della sua vicenda spirituale.
Il tema centrale è quello della lotta dell'uomo contro la natura e il paesaggio stesso del Vesuvio, con il suo squallore, assume il simbolo della condizione umana.
Il motivo primario è, come in altre liriche del poeta, quello della natura intesa come "matrigna" ma con la differenza che il poeta sembra superare la sua solitudine soggettiva e trovare un nuovo concetto, quello di fraternità.
Come scrive Mario Pazzaglia, "Nasce di qui il messaggio della Ginestra: gli uomini devono guardare in faccia il destino, con magnanima consapevolezza, opporsi ad esso costruendo un mondo veramente umano, fondato sulla solidarietà nel dolore, la compassione, la fraternità, e insieme combattere contro la natura matrigna. La ginestra...diviene l'immagine dell'anima nobile e grande, aperta all'amore degli uomini, e, insieme, il simbolo della poesia, espressione piena dell'umano che illumina e consola la vita".

### Il tramonto della luna
|  | Per approfondire, leggi il testo Il tramonto della luna. |

Come dice il titolo stesso, l'ultima luna di Leopardi è una luna che tramonta, lasciando deserto e oscuro il cielo notturno; così come la giovinezza, che passa dalla vita dell'uomo. E mentre il paesaggio naturale è inserito in un mondo circolare, la vita umana è destinata ad inabissarsi verso il buio della vecchiaia e della morte, meta squallida e insensata.

## I nuovi credenti(1836)
|  | Per approfondire, leggi il testo I nuovi credenti. |

Una feroce satira in versi nello stile della Palinodia, dedicata ad Antonio Ranieri, sullo spiritualismo e il cattolicesimo liberale dominanti a Napoli. Ranieri stesso la espunse per l'edizione dei Canti del 1845, anche se probabilmente contro la volontà dell'autore. Inserita nelle Appendici ai Canti di alcune edizioni successive.

## Pensieri(1831-35)
Raccolta di 111 pensieri in cui ritroviamo, come nello Zibaldone, molte affermazioni poetiche e filosofiche.
Diversamente dallo Zibaldone, che restò sempre un quaderno privato, la raccolta è espressamente ordinata per essere pubblicata. Negli ultimi anni di vita (forse tra il 1831 e il 1835), con l'aiuto dell'amico Antonio Ranieri compose questa scelta di aforismi di varia estensione, ma complessivamente brevi, in cui si manifesta una sintesi delle convinzioni dell'autore sull'uomo e sulla società. Non mancano tracce autobiografiche, come nel pensiero LXXXII sul valore esistenziale dell'esperienza amorosa.

## Paralipomeni della Batracomiomachia(1831-1837)
È l'ultima opera cui il poeta recanatese si dedica, riprendendo in mano la vecchia passione per la filologia. Infatti in gioventù Leopardi aveva tradotto la Batracomiomachia, poemetto eroicomico attribuito a Omero.
Ora il poeta decide di filtrare l'opera attraverso la propria arte e il proprio tempo. Il nome deriva da due sostantivi greci: paralipomeni, da παραλειπόμενα ("paralipòmena", ossia "cose tralasciate") e βατραχομυομαχία ("batracomiomachìa", ossia "battaglia dei topi e delle rane").
I Paralipomeni sono un poemetto in ottave di satira politica, nel quale Leopardi vuole effettuare un'attenta disamina relativa agli aspetti dell'Italia pre-risorgimentale, velati, a detta del poeta, di un contorno pseudoculturale e pseudoreligioso che li legittimò politicamente. Questa satira è principalmente rivolta ai liberali fiorentini (ne aveva conosciuti molti) e ai cattolici napoletani. In genere, comunque, si tratta di un'opera che tende a sottolineare l'esistenza di un sistema anti-sociale e anti-umano che anteponeva alla salute dei cittadini gli intrighi di palazzo e della politica del tempo.

## Epistolario (1810-1837)
La raccolta delle lettere (ne sono state ritrovate 940) comprende lettere che Leopardi inviava ai suoi amici e ai familiari. Contengono una liberazione di tutti i sentimenti da parte del poeta. L'epistolario viene scritto dal 1810 al 1837, e venne pubblicato dal 1934 al 1941, in 7 volumi. A questa edizione, curata da Francesco Moroncini, ne sono seguite diverse altre, per lo più senza risposte dei corrispondenti. Tra i quali si ricordano: Giuseppe Acerbi, Massimiliano Angelelli, Carlo e Matteo Antici, Pietro Brighenti, Christian Karl Josias von Bunsen, Francesco Cancellieri, Francesco Cassi, Pietro Colletta, Ercole Consalvi, Gregorio De Filippis Delfico, Louis de Sinner, Vincenzo Gioberti, Pietro Giordani, i genitori Adelaide Antici Leopardi e Monaldo Leopardi, i fratelli Carlo, Paolina e Pierfrancesco, Adelaide e Ferdinando Maestri, Angelo Mai, Giuseppe Manuzzi, Alessandro Mattei, il cugino Giuseppe Melchiorri, Melchiorre Missirini, Vincenzo Monti, Carlo Emanuele Muzzarelli, Barthold Georg Niebuhr, Antonio Papadopoli, Carlo Pepoli, Giulio Perticari, Alessandro Poerio, Francesco Puccinotti, Antonio Ranieri, Giovanni Rosini, Filippo Schiassi, Antonio Fortunato Stella, Fanny Targioni Tozzetti, Antonietta e Giacomo Tommasini, Leonardo Trissino, Carlo Troya, Giovan Pietro Vieusseux, Pietro Ercole Visconti e Giambattista Zannoni (segretario dell'Accademia della Crusca).

## Edizioni
- [Opere. Poesia], Bari, G. Laterza, 1921. URL consultato il 7 marzo 2015.
- Puerili e abbozzi vari, Bari, G. Laterza & f.i, 1924. URL consultato il 7 marzo 2015.
- Epistolario
  -  Epistolario, vol. 7, Firenze, Le Monnier, 1934.
  - Lettere, a cura di Sergio Solmi e Raffaella Solmi, Milano-Napoli: Ricciardi, 1966; poi Torino: Einaudi «Classici Ricciardi» 51, 1977 (2 volumi) (scelta)
  - Il Monarca delle Indie. Corrispondenza tra Giacomo e Monaldo Leopardi, a cura di Graziella Pulce, introduzione di Giorgio Manganelli, Milano: Adelphi «Biblioteca» 191, 1988
  - a cura di Franco Brioschi e Patrizia Landi, Torino: Bollati Boringhieri, 1998
  - a cura di Rolando Damiani, Milano: Arnoldo Mondadori Editore «I Meridiani», 2008
- Zibaldone
  - Pensieri di varia filosofia e di bella letteratura, a cura di Giosuè Carducci e altri, Firenze: Le Monnier, 1898-1900 (7 volumi)
  - Pensieri di varia filosofia, a cura di Ferdinando Santoro, Lanciano: Carabba, 1915
  - Attraverso lo Zibaldone, a cura di Valentino Piccoli, Torino: Utet, 1920-21 (2 volumi)
  - scelto e annotato con introduzione e indice analitico a cura di Giuseppe De Robertis, Firenze: Le Monnier, 1921 (2 volumi)
  - Il testamento letterario, pensieri scelti, annotati e ordinati in sei capitoli da «La Ronda», Roma: La Ronda, 1921
  - con prefazione e note di Flavio Colutta, Milano: Sonzogno, 1937 (scelta)
  - in Opere, volume III: Zibaldone scelto, a cura di Giuseppe De Robertis, Milano: Rizzoli, 1937
  - a cura di Francesco Flora, Milano: Mondadori, 1945
  - in Antologia leopardiana: Canti, Operette morali, Pensieri, Zibaldone ed Epistolario, a cura di Giuseppe Morpurgo, Torino: Lattes, 1954
  - in Opere, a cura di Sergio Solmi e Raffaella Solmi, Milano-Napoli: Ricciardi, 1966 (2 volumi), poi parzialmente Torino: Einaudi, «Classici di Ricciardi», 1977
  - in Tutte le opere, introduzione e cura di Walter Binni, con la collaborazione di Enrico Ghidetti, Firenze: Sansoni, 1969 (2 volumi)
  - scelta a cura di Anna Maria Moroni, saggi introduttivi di Sergio Solmi e Giuseppe De Robertis, Milano: Mondadori «Oscar» (2 volumi), 1980, 1992, 2001, 2004 (con uno scritto di Giuseppe Ungaretti) e 2007
  - edizione fotografica dell'autografo con gli indici e lo schedario, a cura di Emilio Peruzzi, Pisa: Scuola normale superiore, 1989-94 (10 volumi)
  - Il testamento letterario, pensieri dello Zibaldone scelti annotati e ordinati da Vincenzo Cardarelli, con una premessa di Piero Buscaroli, Torino: Fogoli, 1985
  - Pensieri anarchici scelti a cura di Francesco Biondolillo, Napoli: Procaccini, 1988
  - edizione critica e annotata a cura di Giuseppe Pacella, Milano: Garzanti «I Libri della Spiga», 1991
  - edizione commentata e revisione del testo critico a cura di Rolando Damiani, Milano: Mondadori, «I Meridiani», 1997 e 2003
  - Teoria del piacere, scelta di pensieri con note, introduzione e postfazione di Vincenzo Gueglio, Milano: Greco e Greco, 1998
  - edizione tematica stabilita sugli indici leopardiani, a cura di Fabiana Cacciapuoti, prefazione di Antonio Prete, Roma: Donzelli Editore, 1997-2003 (6 volumi)
  - a cura di Lucio Felici, premessa di Emanuele Trevi, indici filologici di Marco Dondero, indice tematico e analitico di Marco Dondero e Wanda Marra, Roma: Newton Compton, «Mammut», 1999
  - Tutto e nulla, antologia a cura di Mario Andrea Rigoni, Milano: Rizzoli «BUR», 1999
  - edizione critica a cura di Fiorenza Ceragioli e Monica Ballerini, Bologna: Zanichelli, 2009 (CD-Rom)
- Canti
  - con note per cura di Francesco Moroncini, Leopardi, Giacomo, Canti: commentati da lui stesso, Palermo: R. Sandron, 1917 (prima edizione), 1936 (terza edizione notevolmente migliorata e accresciuta).
  - a cura di Niccolò Gallo e Cesare Garboli, Torino: Einaudi, 1962, 1993.
  - in Poesie e prose. Poesie, a cura di Mario Andrea Rigoni, Milano: Mondadori «I Meridiani», 1987
  - in Tutte le poesie e tutte le prose, a cura di Lucio Felici, Roma: Newton Compton, «Mammut», 1997
  - Canti e poesie disperse, ed. critica a cura di Franco Gavazzeni (con C. Animosi, P. Italia, M.M. Lombardi, F. Lucchesini, R. Pestarino, S. Rosini), 3 volumi, Firenze: Accademia della Crusca, 2006, 2009.
  -  Giacomo Leopardi, Canti, Bari, G. Laterza e Figli, 1917. URL consultato il 7 marzo 2015.
- Operette Morali
  - Operette morali; edizione critica di Francesco Moroncini, Bologna: Cappelli, 1929
  - introduzione cura di Antonio Prete, Milano: Feltrinelli «Universale economica classici», 1976, 1992, 1999
  - Milano: Mursia, 1982
  - in Poesie e prose. Prose, a cura di Rolando Damiani, Milano: Mondadori «Meridiani», 1988
  - in Tutte le poesie e tutte le prose, a cura di Emanuele Trevi, Roma: Newton Compton, «Mammut», 1997; poi da sole nella collana «GTE», 2007
  -  Operette morali, Bari, Laterza, 1928. URL consultato il 7 marzo 2015.
- Pensieri
  -  Pensieri, Bari, G. Laterza e Figli Edit. Tip., 1932. URL consultato il 7 marzo 2015.
  - introduzione cura di Antonio Prete, Milano: Feltrinelli «UEF classici», 1994
- Crestomazia italiana
  - a cura di Giulio Bollati e Giuseppe Savoca, Torino: Einaudi, «Nuova Universale Einaudi», 1968 (2 volumi)
- Memorie del primo amore
  - a cura di Cesare Galimberti, Milano: Adelphi, 2007
- Poesie disperse, edizione critica diretta da Franco Gavazzeni, coordinata da Paola Italia; a c. di Claudia Catalano [et all.], vol. 3, Firenze, presso l'Accademia della Crusca, 2009, ISBN 978-88-89369-20-3.
- Filippomaria Pontani, Italy, in Filippomaria Pontani - Stefan Weise (a cura di), The Hellenizing Muse. A European Anthology of Poetry in Ancient Greek from the Renaissance to the Present, Berlin - Boston, Walter de Gruyter GmbH, 2022, ISBN 978-3-11-064123-3.

Nell'ottobre 2023 la Biblioteca nazionale Vittorio Emanuele III di Napoli ha ultimato la digitalizzazione e pubblicazione online di 15.202 immagini tra opere rilegate e carte sciolte, appartenenti al Fondo "Carte Leopardi".